# Reichsamt für Arbeitsvermittlung
In Berlin wurde am 15. Januar 1920 das Reichsamt für Arbeitsvermittlung eingerichtet, als Nachfolgeorganisation des im Mai 1919 aufgelösten Reichsamtes für wirtschaftliche Demobilmachung zur Unterstützung der Nachkriegswirtschaft. Friedrich Syrup wurde erster Leiter des neu geschaffenen Reichsamts. Zum 23. April 1920 erfolgte seine Ernennung und Bestellung zum Präsidenten durch Reichspräsident Friedrich Ebert und Reichsarbeitsminister Alexander Schlicke.
| Leiter / Präsident des Reichsamts für Arbeitsvermittlung |                 |                   |
| Name                                                     | Amtsantritt     | Ende der Amtszeit |
| Friedrich Syrup                                          | 15. Januar 1920 |                   |